# Malmizs
Malmizs (oroszul: Малмыж) város Oroszország Kirovi területén, a Malmizsi járás székhelye. Lakosságának jelentős része tatár, akiknek ősei Kazany bevétele után telepedtek le ezen a vidéken.
Lakossága: 8265 fő (a 2010. évi népszámláláskor).

## Fekvése
A Kirovi terület délkeleti részén, Kirov területi székhelytől 294 km-re, a Sosma partján fekszik, a kis folyó vjatkai torkolata közelében. A legközelebbi vasútállomás az 57 km-re délkeletre lévő Vjatszkije Poljani, a Kazany–Agriz–Jekatyerinburg vasútvonalon. A városon vezet át a P-169 (R-169) jelű, északnyugat-délkeleti irányú Kirov–Vjatszkije Poljani országút.

## Története
Kezdetben udmurtok lakták a területet (odo-marik), akiket fokozatosan kiszorítottak a Vjatka túlsó partjára. Az évkönyvek Malmizst mari faluként először a 15. századdal kapcsolatban említik. Neve mari nyelven 'pihenőhely'-et jelent. A 16. század elején Boltus mari fejedelem székhelye volt. Kazany bevétele után, 1553-ban orosz sztrelecek (lövészek) foglalták el, a csatában Boltus fejedelem életét vesztette. A tatárok és a marik gyakori támadásai miatt 1580-ban palánkokkal körülvett orosz erőddé képezték ki (néha ezt tartják a városalapítás évének). Négy évvel később a mari földeken újabb orosz faerődöket létesítettek (a legnagyobbak: Urzsum, Jaranszk, Carevoszancsurszk) és Malmizs helyőrségét is megerősítették. A „civilek” száma egyre gyarapodott, a városban nemzetiségi és vallási szempontból is vegyes összetételű lakosság alakult ki, csoportjaik között olykor összetűzések robbantak ki.
1780-ban városi rangban ujezd székhelye lett, 1785-ben egy nagy tűzvészben a fából épült erőd teljesen leégett. Bár a település a régi szibériai útvonalon feküdt, kereskedelme, kézműipara jelentéktelen maradt. Távíróállomását 1861-ben létesítették. A komolyabb gazdasági fejlődést meggátolta, hogy a 20. század elején kiépített Kazany–Jakatyerinburg vasútvonal elkerülte.
A szovjet korszakban, 1931-ben itt alakították ki a folyami flotta javító, karbantartási bázisát. A világháború idején Malmizsba evakuálták a Moszkvai terület tanítóképző főiskolájának teljes személyzetét. Az 1950-es években téglagyár, néhány élelmiszerfeldolgozó üzem, konzervgyár, sörgyár létesült, ezek egy része azóta bezárt. A város nevezetessége a 19. század elején épített nagy székesegyház.